# Dunderland (stacja kolejowa)
Dunderland – stacja kolejowa w Dunderland, w regionie Nordland w Norwegii, jest oddalona od Trondheim o 543,05 km. Jest położona na wysokości 127,2 m n.p.m.

## Ruch dalekobieżny
Leży na linii Nordlandsbanen. Obsługuje północną i środkową część kraju. Stacja przyjmuje sześć par połączeń dziennie do Mosjøen a trzy jadą dalej do Trondheim.

## Obsługa pasażerów
Poczekalnia, wiata, parking, WC. Odprawa podróżnych dokonywana jest w pociągu.